# Brustico (gastronomie)
Pour les articles homonymes, voir Brustico.
Le brustico est un plat typique de certaines régions de Toscane et d'Ombrie, en Italie, en particulier dans les régions du lac de Chiusi, du lac Montepulciano et de la partie occidentale du lac Trasimène.
Il s'agit généralement de perches rôties sur les braises des cannes du lac. Il se dégage une odeur de fumée caractéristique due aux roseaux humides utilisés pour la cuisson. Le poisson grillé est servi désarêté en petits morceaux, assaisonné d'huile d'olive extra vierge, d'un peu de vinaigre, de sel et de poivre.

## Origine du nom
Le terme brustico vient du mot toscan abbrusticà (abbrusticare, abbrustolire).

## Origine
De nombreuses personnes affirment qu'il s'agit d'une recette d'origine étrusque, liée aux rituels de ce peuple qui avait un important noyau urbain dans la ville de Chamars, l'actuelle Chiusi,,. La méthode de fabrication a certainement quelque chose de rituel.
Il y a certainement quelque chose de rituel dans la façon dont, pendant des siècles, on cuisait les poissons du lac sur le feu vif des roseaux et des joncs ; aussi bien les pêcheurs de ces lacs que les ouvriers (qui étaient souvent les pêcheurs eux-mêmes) autorisés à récolter les plantes utilisées pour rembourrer les chaises et habiller les flacons qui poussaient sur les bords du lac mais aussi, et surtout, dans les zones marécageuses auxquelles tendent ces lacs (surtout celui de Chiusi),.

## Procédure
Les poissons utilisés sont le grand brochet, le rotengle, l'achigan à grande bouche et surtout la perche. Ceux-ci sont placés vivants sur des grilles reposant sur des fagots de paille et de joncs, avec lesquels on crée un feu de joie. Les perches sont laissées à carboniser à l'extérieur.